# Étoile du Nord (spoorwegen)
De Étoile du Nord was een Europese internationale trein voor de verbinding Amsterdam - Parijs. Étoile du Nord verwijst naar de Poolster die, vanuit Parijs gezien, staat in de richting waar de trein heen rijdt.

## CIWL
De Belgische spoorwegen en de Chemin de Fer du Nord startten op 15 mei 1924 met een sneltrein tussen Parijs en Brussel. Voor de trein naar het noorden, gezien vanuit Parijs, werd de naam Étoile du Nord gekozen. Na de introductie van de luxe dagtreinen vanuit Milaan werd ook Parijs voorzien van deze zogenoemde Pullman-treinen naar alle windstreken. De Compagnie Internationale des Wagons-Lits nam de treindienst over en de eerste rit met de luxe dagtrein vond plaats op 5 mei 1927 van Parijs naar Amsterdam. Gereden werd met een bagagewagen en Pullman salonrijtuigen 1e en 2e klas. De locomotieven werden beschikbaar gesteld door de CF du Nord, NMBS en de NS.

### Route en dienstregeling 1927
| P–A   | land      | station      | km  | A–P   |
| ----- | --------- | ------------ | --- | ----- |
| 19:01 | Nederland | Amsterdam CS | 545 | 12:15 |
| 18:07 | Nederland | Den Haag HS  | 482 | 13:06 |
| 17:40 | Nederland | Rotterdam DP | 459 | 13:31 |
| 16:25 | Nederland | Roosendaal   | 401 | 14:32 |
| 15:30 | België    | Berchem      | 360 | 14:58 |
| 14:30 | België    | Brussel Zuid | 310 | 15:50 |
| 11:00 | Frankrijk | Paris Nord   | 0   | 19:30 |

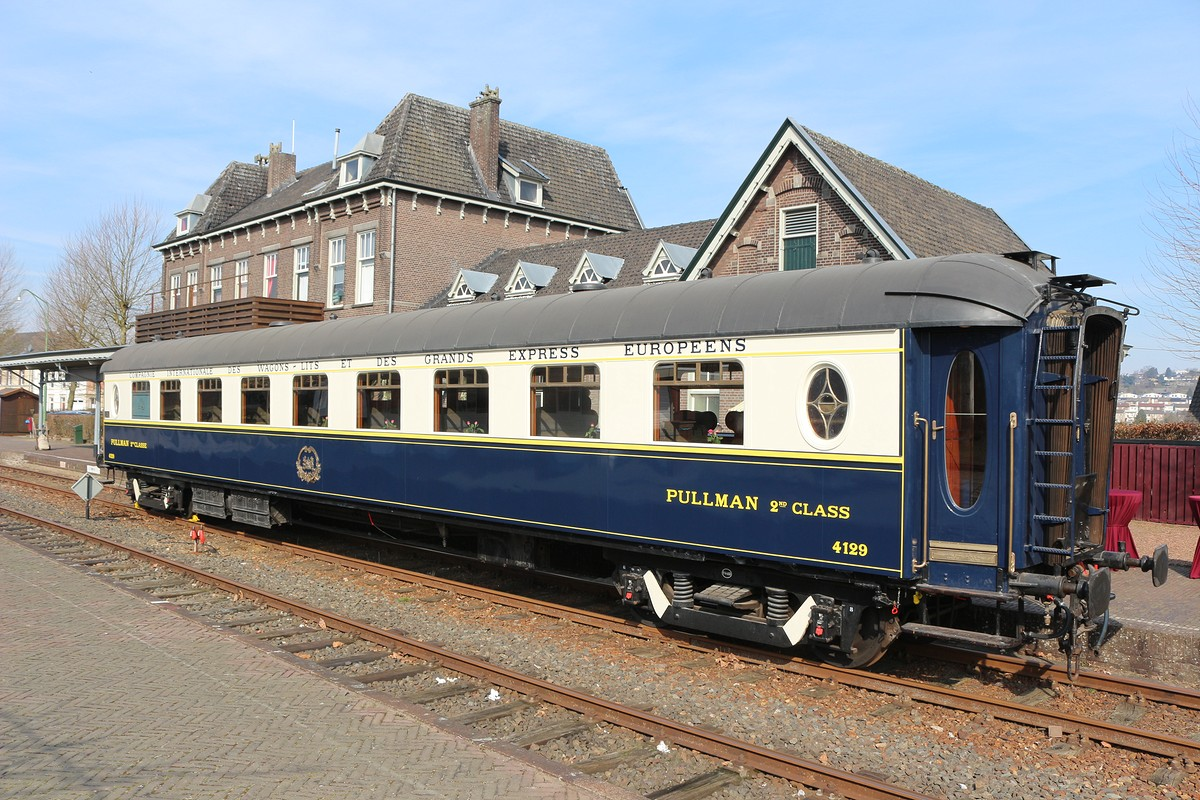
Pullman-rijtuig van de Étoile du Nord' uit het Interbellum als museumrijtuig van de ZLSM

De Amsterdamse tijd liep 20 minuten voor op de klok in België en Frankrijk
Tijdens de Tweede Wereldoorlog was de treindienst onderbroken. In 1946 is de dienst, onder de treinnummers 117 en 144, hervat met een samenraapsel van verschillende 1e- en 2e-klasrijtuigen en een enkel Pullmanrijtuig, de restauratie werd door CIWL verzorgd.

## Trans Europ Express
De Étoile du Nord was een van de treinen waarmee het TEE-net in 1957 van start ging. Hierbij werd het materieel vervangen door TEE-materieel. De treinnummers 117  en 144 werden TEE 125 en TEE 128. Hierbij werd ook de TEE Île de France in dienst genomen die met een spiegelbeeldige dienstregeling reed. Hierdoor was er zowel 's morgens als 's middags een TEE-verbinding tussen Amsterdam en Parijs.

### Rollend materieel
De treindienst werd tot en met 1 augustus 1964 verzorgd door de RAm TEE-treinstellen van NS en SBB. Daarna is overgestapt op elektrische tractie met getrokken rijtuigen.

#### Tractie
Als locomotieven zijn de Franse meersysteemlocomotieven CC 40100 en de technisch bijna identieke Belgische reeks 18 ingezet. De standaardtractie was echter de Belgische meersysteemlocomotief van de reeks 15, die doorgaand van Amsterdam tot Parijs v.v. de rit verzorgde. Als er geen reeks 15 beschikbaar was, werd tussen Brussel en Amsterdam gebruikgemaakt van diesellocomotieven reeks 51.

#### Rijtuigen
Als rijtuigen werden Franse Inox-rijtuigen van het type PBA (Parijs-Brussel-Amsterdam) ingezet. Deze rijtuigen waren deels ondergebracht bij de SNCF en deels bij de NMBS.

### Route en dienstregeling
De TEE Étoile du Nord startte op 2 juni 1957 met nummers TEE 125 (Parijs - Amsterdam) en TEE 128 (Amsterdam - Parijs). Op 26 mei 1963 wordt, in verband met de nieuwe TEE Brabant, TEE 128 vernummerd tot TEE 122. Op 28 mei 1967 wordt de trein omgenummerd, TEE 125 krijgt nummer TEE 73 en TEE 122 krijgt nummer TEE 72. Op 23 mei 1971 vond een Europese hernummering plaats waarbij de TEE's tussen Amsterdam en Parijs doorlopend van 80 tot en met 87 genummerd werden. De even nummers rijden van noord naar zuid, de oneven nummers van zuid naar noord. Binnen deze reeks kreeg TEE Étoile du Nord de nummers TEE 85 en TEE 82.
| TEE 82 | land      | station        | km  | TEE 85 |
| ------ | --------- | -------------- | --- | ------ |
| 08:58  | Nederland | Amsterdam CS   | 0   | 22:45  |
| 09:36  | Nederland | Den Haag HS    | 63  | 22:07  |
| 09:53  | Nederland | Rotterdam CS   | 86  | 21:51  |
| 10:31  | Nederland | Roosendaal     | 144 | 21:14  |
| 10:56  | België    | Antwerpen Oost | 183 | 20:49  |
| 11:25  | België    | Brussel Noord  | 227 | 20:18  |
| 11:32  | België    | Brussel Zuid   | 233 | 20:05  |
| **:**  | België    | Mons           | 288 | **:**  |
| **:**  | Frankrijk | St Quentin     | 389 | **:**  |
| 14:02  | Frankrijk | Parijs Noord   | 543 | 17:45  |

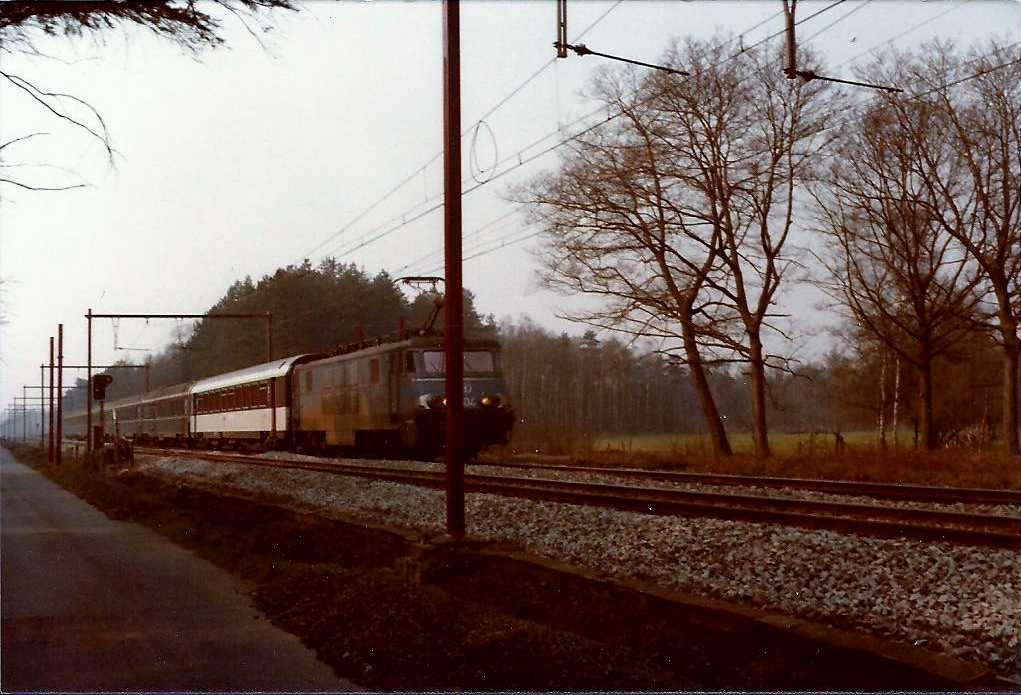
TEE Étoile du Nord naar Amsterdam, gezien tussen Kapellen en Kapellenbos (1979)

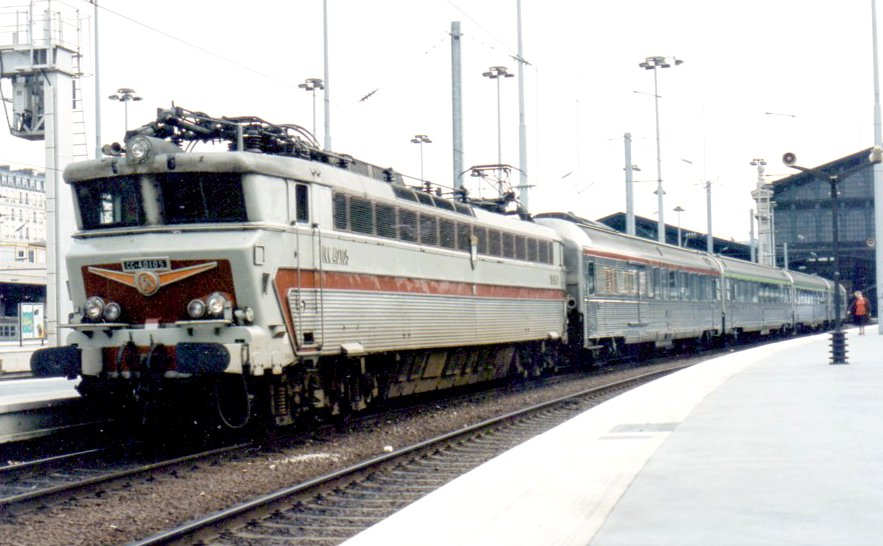
Étoile du Nord met eerste- en tweedeklasrijtuigen in het Gare du Nord (1995)

Op 1 juni 1975 werd de stop in Antwerpen Oost vervangen door Berchem. Vanaf 2 juni 1984 is de Étoile du Nord voortgezet als intercity met twee klassen en de treinnummers IC 87 en IC 82. De Inox-rijtuigen type PBA zijn deels omgebouwd tot tweedeklasserijtuigen. Behalve een tweedeklasinterieur werd aan de buitenkant de rode band met het opschrift Trans Europ Express vervangen door een groene band.

## Eurocity
Vanaf 20 mei 1987 is de dienst, tot de komst van de LGV-Nord / Thalys, op 23 januari 1995, voortgezet als Eurocity met de nummers EC 87 en EC 82.
Als EC-trein werd de Étoile du Nord doorgaans gereden met een Belgische loc 25.5 tussen Amsterdam en Brussel, en met de SNCF CC40100 tussen Brussel en Parijs.